# Kübra Dağlı
Kübra Dağlı (* 17. Februar 1996 in Isparta) ist eine türkische Taekwondoin und zweifache Weltmeisterin in der Formenlauf-Disziplin Pumsae.

## Werdegang
Dağlı wuchs in Istanbul auf. Dağlıs Mutter und ihr Vater – ein Boxtrainer – unterstützen die sportliche Karriere ihrer Tochter. Nachdem sie zuerst Karate ausprobiert hatte, wechselte sie im Alter von dreizehn Jahren zum Taekwondo. Zuerst trainierte sie mit ihrem Onkel, einem Taekwondo-Coach, ab 2014 mit ihrem Partner Emirhan Muran.
Dağlı studierte zunächst Kindheitspädagogik, wechselte dann ihren Studiengang zur Fakultät für Sportwissenschaften. 2021 schloss sie ein Studium im Bereich Lehramt an der Universität Sakarya ab.

## Sportliche Karriere
Dağlı nahm 2014 bei den Pumsae-Weltmeisterschaften im mexikanischen Aguascalientes an ihrem ersten internationalen Wettkampf bei den Senioren teil und gewann mit dem Mixed-Team (zwei Frauen, drei Männer) im Freestyle-Wettbewerb die Silbermedaille. 2016 gewann sie gemeinsam mit ihrem Trainingspartner Emirhan Muran bei den Weltmeisterschaften in Peru die Goldmedaille im Paar-Freestyle-Wettbewerb.
Nach ihrem Sieg bei den Weltmeisterschaften wurde in den türkischen Medien vielfach über sie berichtet, insbesondere weil Dağlı mit einem Hidschāb antrat. Von konservativen Muslimen wurde Dağlı kritisiert, dass Taekwondo für Frauen unpassend sei, während säkular-laizistische Stimmen kritisierten, dass sie mit einem Hidschāb bei Wettkämpfen antrat. Dağlı kritisierte in den sozialen Medien, dass man nicht über ihren Erfolg, sondern nur über ihr Kopftuch sprach.
Kopftücher sind von den internationalen Dachverbänden des Taekwondo erlaubt, Dağlı äußerte jedoch, dass sie im Jahr 2013 einmal ein Bandana anstelle eines Hidschābs tragen musste.
Im Laufe der Jahre wurde Dağlı zweimal Weltmeisterin (2016, 2018) und viermal Europameisterin (2015, 2017, 2018 und 2021). Im Jahr 2023 ist sie auf europäischer und Welt-Ebene jeweils siebenfache Medaillengewinnerin.
Ihre jüngste Medaille gewann sie 2021 bei den 15. Taekwondo-Europameisterschaften in Portugal, wo sie zusammen mit Emirhan Muran die Goldmedaille im Freestyle-Wettbewerb der Paare gewann.